# Steam de Lehigh Valley
Le Steam de Lehigh Valley (en anglais : Lehigh Valley Steam) est un ancien club américain de soccer, basé à Williams Township en Pennsylvanie, fondé en 1999 et disparu cette même année après une seule saison en A-League.

## Histoire
Fondé en 1999, le Steam de Lehigh Valley connait la seule saison de son existence en A-League. Débutée sur la route, la saison de l'équipe se solde par une qualification pour les séries après un bilan de 17 victoires et 14 défaites. En séries éliminatoires, les joueurs sont vaincus par les Rhinos de Rochester qui termineront finalistes quelques semaines plus tard. À l'issue de la saison, la franchise ne dispose toujours pas d'un stade permanent pour jouer ses rencontres, cette situation, associée à des difficultés financières, pousse à la dissolution. Dans son effectif, le Steam compte pour son unique saison quelques joueurs d'expérience comme Kerry Zavagnin et Greg Sutton qui connaitront tous deux de longues carrières professionnelles avec notamment des appels en sélection nationale.

## Saisons
| Année | Ligue    | Niv. | Saison régulière | Séries                        | Affluence | US Open Cup  |
| ----- | -------- | ---- | ---------------- | ----------------------------- | --------- | ------------ |
| 1999  | A-League | 2    | 5e, Northeast    | Quart de finale de conférence | 953       | Non qualifié |

## Personnel

### Joueurs notables
| - Ihor Dotsenko - Josh Henderson | - Erik Imler - Greg Sutton | - Jeff Zaun - Kerry Zavagnin |

### Entraîneur
Le Steam de Lehigh Valley, par sa courte existence, a connu un seul entraîneur en la personne de Daryl Shore qui connaît sa première expérience comme entraîneur-chef après une carrière de joueur dans les divisions inférieures d'Amérique du Nord.

## Stade
Le stade de la franchise, le Lehigh Valley Multi-Purpose Sport Complex, étant encore en construction au début de la saison, le Steam est contraint de jouer sept rencontres d'affilée sur la route avant d'évoluer devant ses partisans au mois de juillet. Des retards dans la construction du stade initial force alors l'équipe à finalement jouer au Bangor Memorial Park dans la localité voisine de Bangor.